# Daʿwa

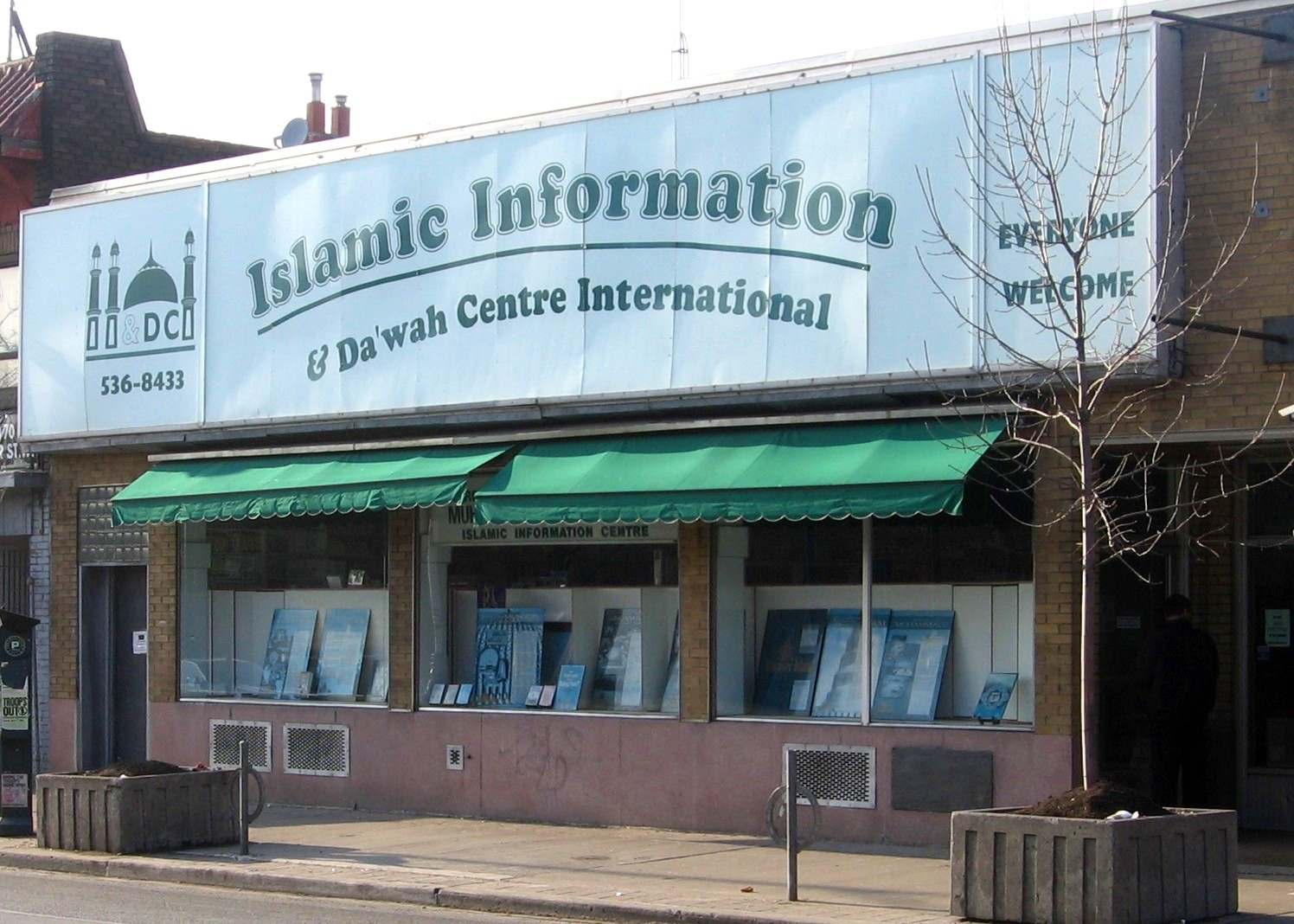
Informations- und Daʿwa-Zentrum für Missionierung in Toronto

Daʿwa (arabisch دَعْوَة, DMG daʿwa) ist ein arabischer Begriff, der allgemeinsprachlich ein weites Spektrum von Bedeutungen („Ruf, Aufruf, Einladung, Werbung, Propaganda, Anrufung, Segenswunsch“) umfasst, im spezifischen Sinn aber heute zumeist den „Ruf zum Islam“ bzw. „Ruf zu Gott“ in Form von missionarischer Aktivität bezeichnet. Eine Person, die Daʿwa durchführt, wird Dāʿī oder Dāʿiya genannt, der zugehörige Plural ist Duʿāt. In der islamischen Geschichte gab es mehrere Daʿwa-Bewegungen, die mit politischen Herrschaftsansprüchen verbunden waren. Daʿwa im Sinne der Werbung für den Islam ist heute in zahlreichen Organisationen institutionalisiert. Einige davon, wie die Islamische Weltliga und die Muslimbruderschaft, operieren international.

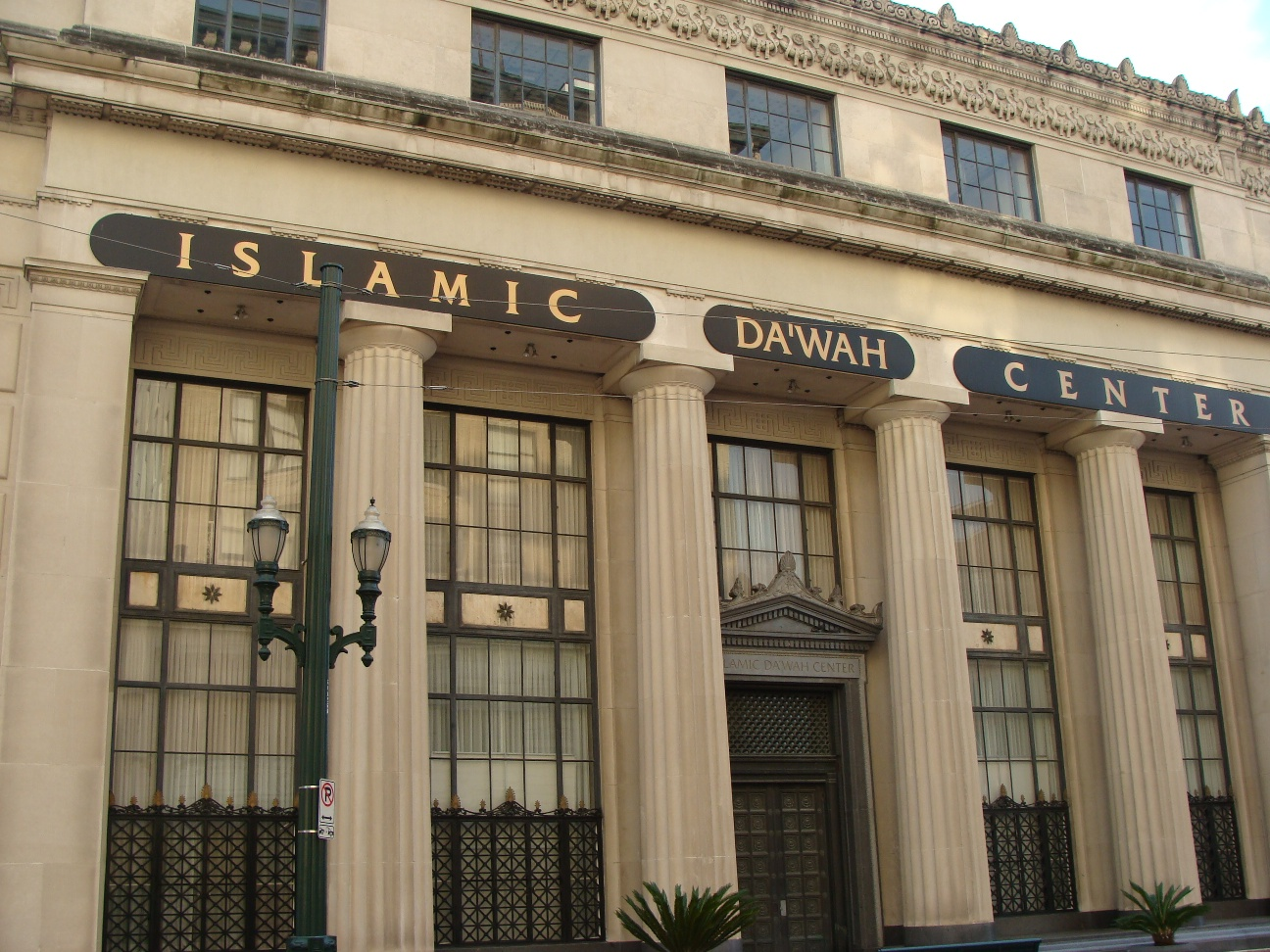
Islamic Dawah Center im Gebäude der Old Houston National Bank in Houston, Texas

## Daʿwa im Koran
Der Begriff Daʿwa begegnet schon an mehreren Stellen im Koran, hat dort allerdings vor allem die Bedeutung der Anrufung einer Gottheit durch den Menschen. So bekräftigt Gott in Sure 2:186, dass er „die Anrufung eines Anrufenden“ (daʿwat dāʿin) beantworten werde, und in Sure 13:14 wird erklärt, dass Gott allein die wahre Anrufung (daʿwat al-ḥaqq) gebührt, während die Anrufung anderer Wesen oder Naturgewalten nutzlos ist. In Sure 10:89 bestätigt Gott Mose und Aaron, dass ihr Bittgebet (daʿwa) erhört sei. In diesem Sinne ist das Wort gleichbedeutend mit dem arabischen Begriff duʿā', der von derselben Wortwurzel abgeleitet ist. Die Aussage in Sure 40:43, dass dem, wozu die beigesellenden Mekkaner den Propheten aufrufen, „eine Anrufung weder im Diesseits, noch im Jenseits“ zusteht (laisa la-hū daʿwa fī d-dunyā wa-lā fī l-āchira), soll wahrscheinlich ebenfalls die Machtlosigkeit der anderen Götter zum Ausdruck bringen.
Gott erscheint im Koran allerdings nicht nur als Adressat, sondern auch als Ausgangspunkt eines Rufs. In Sure 30:25 wird zum Beispiel die Erweckung der Toten aus den Gräbern durch Gott am Tag des Jüngsten Gerichts als „Ruf aus der Erde“ (daʿwa min al-arḍ) bezeichnet. Am Tag der Auferstehung sollen diejenigen, die gefrevelt haben, Gott vergeblich um Aufschub bitten, um seinem Aufruf (daʿwa) Gehör schenken und seinem Gesandten Folge leisten zu können (Sure 14:44).
Für das Verständnis der Daʿwa im Sinne missionarischer Aktivität sind andere Koranstellen wichtiger, in denen nicht das Nomen daʿwa, wohl aber das Verb daʿā („rufen“) vorkommt, von dem der Begriff abgeleitet ist. An verschiedenen Stellen aus mittel- und spätmekkanischer Zeit erscheint zunächst der Prophet Mohammed als Rufer. So wird er in Sure 23:73 mit den Worten angesprochen: „Du rufst die Menschen auf einen geraden Weg“. Und in Sure 16:125 wird er aufgefordert: „Ruf (die Menschen) mit Weisheit und einer guten Ermahnung auf den Weg deines Herrn und streite mit ihnen auf eine möglichst gute Art“. In Sure 57, die ganz oder teilweise für mekkanisch gehalten wird, heißt es, an die Menschen gerichtet: „Warum wollt ihr (denn) nicht an Gott glauben, wo doch der Gesandte euch dazu aufruft, an euren Herrn zu glauben“ (Sure 57:8). Umgekehrt gibt es aber auch einen „Ruf“ zum Schlechten. So bringt in Sure 40:41 der Gläubige aus dem Hause Pharaos seine Verwunderung darüber zum Ausdruck, dass er sein Volk zum Heil ruft, während dieses ihn zum Höllenfeuer ruft.
In Sure 12:108, die der spätmekkanischen Zeit zugeordnet wird, wird der Ruf zu Gott zum ersten Mal als eine Aufgabe beschrieben, die nicht nur der Prophet erfüllt, sondern auch all diejenigen, die ihm folgen. An einer anderen Stelle, die etwa derselben Zeit entstammt, wird die Frage formuliert: „Wer hätte etwas Besseres zu sagen, als einer, der die Menschen zu Gott ruft, tut, was recht ist und sagt: ‚Ich bin (einer) von denen, die sich (Gott) ergeben haben‘?“ (Sure 41:33). Ein Koranwort, das der medinischen Zeit entstammt, beschreibt Daʿwa schließlich als eine der gesamten Umma obliegende Aufgabe und hebt sie gleichzeitig auf eine moralische Ebene: „Aus euch soll eine Gemeinschaft (von Leuten) werden, die zum Guten aufrufen, gebieten, was recht ist und verbieten, was verwerflich ist. Denen wird es wohlergehen“ (Sure 3:104).

## Daʿwa-Bewegungen im Mittelalter

### Die hāschimitische Daʿwa
Die erste Daʿwa-Bewegung in der islamischen Geschichte entstand im frühen 8. Jahrhundert. In dieser Zeit versuchten die Banū Hāschim, derjenige Clan aus dem mekkanischen Stamm Quraisch, dem auch Mohammed angehört hatte, die Umayyaden von der Macht zu verdrängen, und bauten zu diesem Zweck ein weitgespanntes Propagandanetzwerk auf, das als daʿwat Banī Hāschim („Propaganda der Haschimiten“) bezeichnet wurde. Die Werbeagenten (duʿāt), die die haschimitische Propaganda bis in die arabischen Garnisonen Ostirans trugen, operierten geheim und traten nur verdeckt mit Pseudonym auf. Die Werbung wurde im Namen eines noch Namenlosen betrieben, „desjenigen aus dem Hause Mohammeds, der Zustimmung findet“ (ar-riḍā min āl Muḥammad). Innerhalb der Banū Hāschim gab es zwei große Familien, die Abbasiden und die Aliden. Ihre Werbeagenten arbeiteten teilweise zusammen, häufig aber auch gegeneinander.
Ein Gedicht des Dichters Safwān al-Ansārī, das al-Dschāhiz zitiert, berichtet davon, dass um die Mitte des 8. Jahrhunderts auch Wāsil ibn ʿAtāʾ, der als der Gründer der Muʿtazila gilt, von Basra aus Duʿāt in die verschiedenen Gebiete des islamischen Reiches (Kufa, Arabische Halbinsel, Jemen, Chorasan, Armenien und Maghreb) entsandte. Seine Daʿwa verfolgte aber keine direkten politischen Ambitionen, sondern diente allein der Verbreitung seiner theologischen Lehre. Allerdings hatte Wāsil enge Beziehungen zu den Aliden in Medina.
Die hāschimitische Daʿwa brachte schließlich 749 die Familie der Abbasiden an die Macht. Die Aliden gingen bei der Verteilung von Posten nach der abbasidischen Machtübernahme leer aus. Die Abbasiden beanspruchten die Macht vollständig für sich und ließen die Aliden verfolgen. Eine Rückbesinnung auf die Prinzipien der hāschimitische Daʿwa erfolgte erst unter dem abbasidischen Kalifen al-Ma'mūn. Er setzte im Jahre 817 den Aliden ʿAlī ibn Mūsā ar-Ridā als Thronfolger ein, um damit die Aliden mit den Abbasiden zu versöhnen.

### Schiitische Daʿwa-Bewegungen
Als nach der Machtübernahme von al-Mutawakkil nach 847 die Abbasiden wieder zu einer anti-alidischen Politik übergingen, begannen verschiedene schiitische Gruppen mit neuen Daʿwa-Aktivitäten. Al-Hasan ibn Zaid, der „große Werber“ (ad-dāʿī al-kabīr) der Zaiditen, gründete im Jahre 864 im nordiranischen Tabaristan ein eigenes zaiditisches Imamat.
Im letzten Viertel des 9. Jahrhunderts organisierte ein Mann namens ʿAbdallāh al-Akbar von Chusistan aus eine neue Daʿwa und sandte Werber aus, die Anhänger für den zu erwartenden Mahdi werben sollten. In nur 25 Jahren – von etwa 875 bis 900 – knüpfte die neue daʿwa ein Netz von Zellen und Gemeinden, das die ganze islamische Welt von Nordafrika bis Südasien, vom Kaspischen Meer bis zum Jemen überspannte. Die Bewegung führte zunächst zu Aufständen in Syrien und im Irak und im Jahre 909 in Nordafrika zur Machtergreifung der Fatimiden. Da Ismāʿīl, der Sohn des sechsten Imams Dschaʿfar as-Sādiq, in der Anfangszeit dieser Daʿwa-Bewegung eine sehr wichtige Rolle gespielte, wurde die Bewegung insgesamt als Ismāʿīliyya bezeichnet.
Nachdem die Fatimiden 969 Kairo erobert hatten, setzten sie von dort aus ihre Daʿwa-Aktivitäten fort. An die Spitze der inneren wie der äußeren Mission wurde ein Ober-Dāʿī gesetzt. Er hielt im Palast von Kairo allwöchentlich donnerstags öffentliche Lehrsitzungen ab, die sogenannten madschālis al-hikma („Sitzungen der Weisheit“), in denen die Adepten nach Ablegung des Gelübdes (mīthāq) in die ismailitische Geheimlehre eingewiesen wurden. Außerhalb der Grenzen des Fatimidenreiches wurde die Daʿwa, die nach wie vor auf den Sturz des Bagdader Kalifen hinarbeitete, weiterhin konspirativ betrieben. Ein Ergebnis dieser Daʿwa-Aktivitäten war es, dass 1047 im Jemen der Dāʿī ʿAlī ibn Muḥammad mit den Sulaihiden eine neue den Fatimiden gegenüber loyale ismailitische Dynastie begründete und Sanaa und Aden in seine Gewalt brachte.
Das Daʿwa-Netzwerk der Fatimiden erlebte ab dem 11. Jahrhundert einige Aufspaltungen. So trat im Jahre 1017 der ostiranische Dāʿī Hamza ibn ʿAlī mit der Behauptung auf, die Ära des Qāʾim (eschatologischer Herrscher) sei angebrochen und der regierende fatimdische Kalif al-Hākim bi-amr Allāh sei Gott. Aus dieser Daʿwa-Bewegung, die auch auf zahlreiche Gebiete außerhalb des Fatimidenreiches ausgeweitet wurde, ging die Gemeinschaft der Drusen hervor.
Als im Jahre 1094 der Fatimidenkalif al-Mustansir starb, spaltete die Frage seiner Nachfolge die ismailitischen Gemeinden. Der Kalif hatte seinen Sohn Nizār als künftigen Imam designiert, doch der Wesir und Armeechef al-Afdal Schahanschah, der eigentliche Lenker der ägyptischen Politik, erhob einen anderen Prinzen, seinen Schwiegersohn al-Mustaʿlī auf den Thron. Nizār floh nach Alexandria; seine bewaffnete Rebellion wurde jedoch niedergeschlagen, er selbst gefangen genommen und beseitigt. Die persischen Werber der Ismāʿīlīya unter Führung von Hasan-i Sabbāh lösten sich daraufhin von Kairo und begründeten eine neue Daʿwa (daʿwa dschadīda). Aus dieser Daʿwa-Bewegung, die auch stark nach Syrien und Indien wirkte, ging die Gemeinschaft der nizāritischen Ismāʿīliten hervor.
Neben den Nizāriten existiert bis heute noch eine weitere ismāʿīlitische Gruppierung. Sie wird Mustaʿlī-Ṭayyibīya bezeichnet und von einem „obersten Dāʿī“ (dāʿī muṭlaq) angeführt.

## Daʿwa im 20. Jahrhundert
Anfang des 20. Jahrhunderts wurde der Daʿwa-Gedanke wieder aufgegriffen und im Sinne eines Rufs zum Islam neu interpretiert. Schon 1911 gründete Raschīd Ridā auf der Nilinsel Roda bei Kairo das „Haus für Daʿwa und geistige Anleitung“ (Dār ad-daʿwa wa-l-iršād). Es handelte sich um eine Schule, die vor allem von muslimischen Jungen aus Niederländisch-Indien und der Swahilibevölkerung Ostafrikas besucht wurde.

### Hasan al-Bannā und die Muslimbruderschaft
Von grundlegender Bedeutung für die weitere Entwicklung des Daʿwa-Konzeptes war die 1935 veröffentlichte Schrift Daʿwatu-nā („Unsere Daʿwa“; 1935) von Hasan al-Bannā, dem Gründer der Muslimbruderschaft. Er rief hier zu einer islamischen Daʿwa auf, die alle Bereiche des Lebens umfassen sollte:

„Höre, o Bruder. Unsere Daʿwa ist eine Daʿwa, die im weitesten Sinne ‚islamisch‘ ist, denn dieses Wort hat eine weitere Bedeutung, als es die Leute allgemein annehmen. Wir glauben nämlich, dass der Islam ein umfassendes Konzept ist, dass alle Bereiche des Lebens regelt, Aufschluss gibt zu jeder ihrer Angelegenheiten und dafür eine feste und präzise Ordnung vorgibt. [...] Ja, unsere Daʿwa ist islamisch mit allem, was das an Bedeutungen einschließt. Du kannst darunter verstehen, was Du willst, solange Du Dich bei Deinem Verständnis an das Buch Gottes, die Sunna des Gottesgesandten und die Lebensweise der Altvorderen (salaf) hältst.“

In der gleichen Schrift betonte al-Bannā, dass die Daʿwa auch mit modernen Mitteln wie Zeitungen, Theaterstücken, Filmen, Grammophon (ḥākk) und Radio (miḏyāʿ) erfolgen sollte.
Zur Umsetzung dieses Programms richtete die Muslimbruderschaft ab 1936 eine spezielle Ausbildung für die duʿāt, also die daʿwa-Emissäre ein. Einmal im Jahr fand eine festliche Veranstaltung statt, bei der den Absolventen der Ausbildung ein Zertifikat (risālat ḫiṭāb ad-daʿwa) überreicht wurde, das sie zu daʿwa-Reisen auch im Ausland autorisierte. 1939 wurde diese Ausbildung weiter strukturiert und verschiedene Ausbildungsgrade für die duʿāt eingeführt. Außerdem gab die Muslimbruderschaft ab den 1950er Jahren eine eigene Zeitschrift mit dem Titel Daʿwa heraus.

### Internationalisierung der Daʿwa-Bewegung
Mit der 1962 in Mekka gegründeten Islamischen Weltliga wurde eine erste internationale Daʿwa-Organisation geschaffen. Die Weltliga betrachtet sich als Dachorganisation für die daʿwa-Vereine in den verschiedenen islamischen Ländern. De facto fungiert sie allerdings als religiös-politische Missionsorganisation des saudischen Staates und dient als Mittel zur Verbreitung der wahhabitischen Version des Islams. Der Präsident der konstituierenden Versammlung ist immer der oberste Mufti Saudi-Arabiens, und auch der Generalsekretär muss laut Satzung stets zu den „Söhnen des Landes“ gehören, d. h. aus Saudi-Arabien stammen. 1967 gründeten ehemalige Führer der Masyumi-Partei mit dem Dewan Dakwah Islamiyah Indonesia (DDII) die erste Daʿwa-Organisation Indonesiens. Sie lehnte sich stark an die Islamische Weltliga an.
Die libysche Regierung gründete zur Verbreitung ihrer Version des Islams 1972 eine eigene Daʿwa-Organisation, die World Islamic Call Society mit Sitz in Tripoli. In Malaysia wurde 1974 eine Stiftung für Daʿwa, die Yayasan Dakwah Islamiah Malaysia, eingerichtet, die einige Jahre später eine halbamtliche Stellung erhielt. Das 1977 eröffnete „Islamisch-afrikanische Zentrum in Khartum“ (al-markaz al-islāmī al-ifrīqī bi-l-Ḫarṭūm), eine Einrichtung der sudanesischen Regierung, war speziell auf die Propagierung des Islams in Afrika ausgerichtet und wurde von mehreren arabischen Staaten finanziert. Sie ging 1992 in der Internationalen Universität Afrikas auf.
In der Elfenbeinküste führte die muslimische Jugendorganisation Association des jeunes musulmans de Côte d’Ivoire (AJMCI) ab 1993 mehrere „Daʿwa-Karawanen“  (caravanes de daʿwa) durch, bei der sich die jungen Muslime für eine begrenzte Zeit in die Dörfer begaben und dort den Menschen den Islam nahezubringen versuchten.

### Akademisierung der Daʿwa
Analog zur christlichen Missionswissenschaft entstand in der zweiten Hälfte des 20. Jahrhunderts in den islamischen Ländern eine eigene universitäre Disziplin, die sich mit den Prinzipien und Strategien der Daʿwa befasst. Die erste akademische Institution, die die daʿwa ausdrücklich in den Mittelpunkt ihres Selbstverständnisses rückte, war die 1961 gegründete Islamische Universität Medina. An der ägyptischen al-Azhar-Universität wurde 1978 eine eigene „Fakultät für islamische Daʿwa“ (kullīyat ad-daʿwa al-islāmīya) gegründet, an der im Jahre 1992 1.400 Studenten eingeschrieben waren. Später wurden noch an vielen anderen Universitäten, so zum Beispiel der al-Quds-Universität in Jerusalem, solche Daʿwa-Fakultäten eingerichtet.
Außerdem fanden verschiedene akademische Daʿwa-Konferenzen statt. Die erste internationale Daʿwa-Konferenz wurde im Februar 1977 von Islamischen Universität in Medina ausgerichtet. Der in Qatar wirkende Rechtsgelehrte Yusuf al-Qaradawi verfasste zu diesem Anlass eine Abhandlung mit dem Titel Ṯaqāfat ad-dāʿiya („Die Bildung des Dāʿiya“). Darin behandelte er die verschiedenen Bildungsvoraussetzungen, die ein gläubiger Muslim haben muss, um erfolgreiche Missionsarbeit leisten zu können.
Eine weitere wichtige internationale Daʿwa-Konferenz fand im Oktober 1987 in Mekka statt. Ziel der Konferenz, die von der Islamischen Weltliga organisiert wurde, war es, die Zukunft der Daʿwa und ihre Bedeutung für die Entwicklung der islamischen Welt zu diskutieren. Die Konferenzbeiträge wurden 1989 in London veröffentlicht.

### Daʿwa in westlichen Ländern

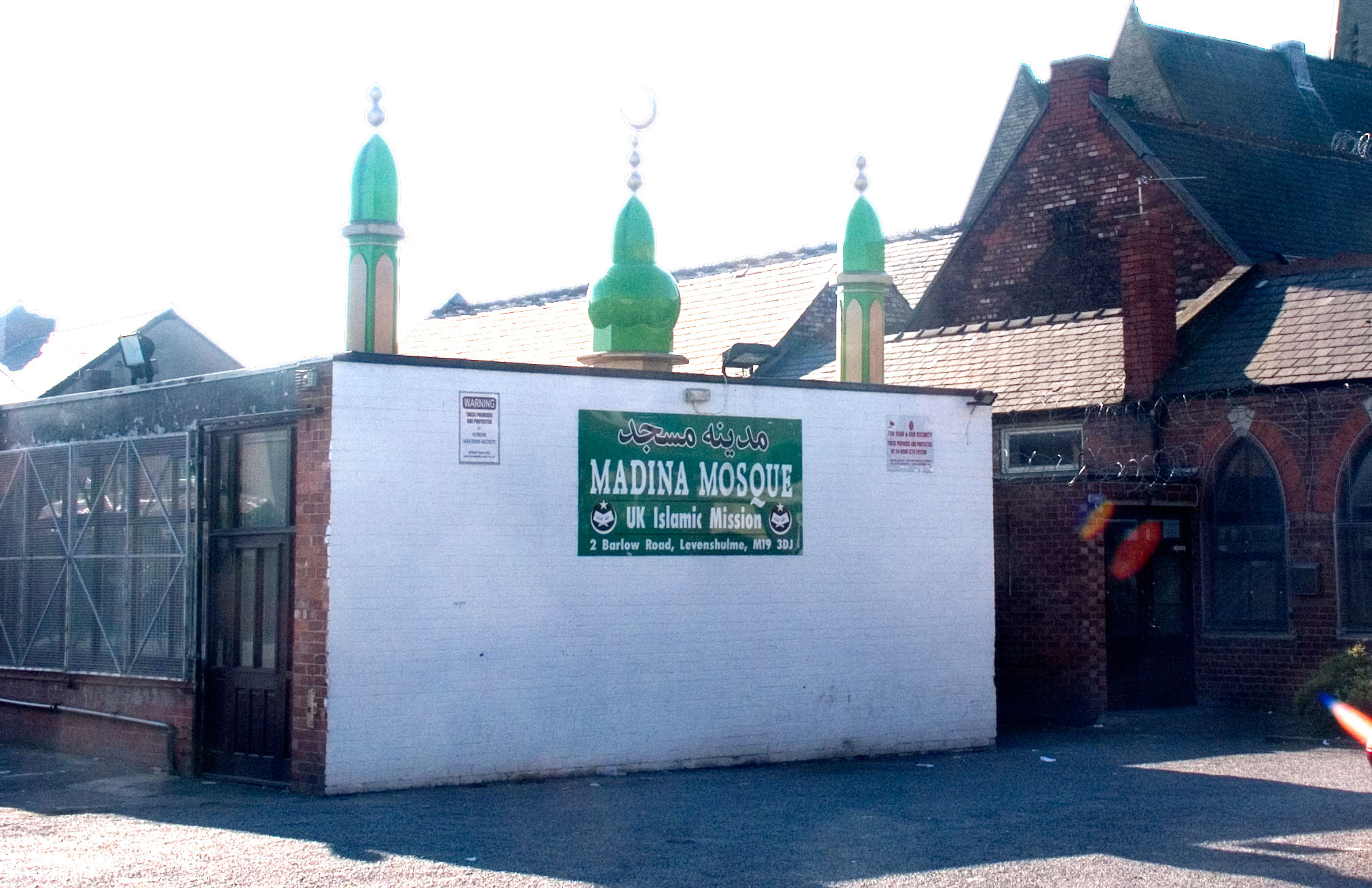
Die Madina-Moschee in Levenshulme bei Manchester, eine Einrichtung der UK Islamic Mission

Eine der ersten Daʿwa-Organisationen in den westlichen Ländern war die 1963 von Anhängern der pakistanischen Jamaat-i Islami gegründete UK Islamic Mission in London. Maududi, der Gründer der Jamaat-i Islami, meinte, dass Muslime, die in Großbritannien leben, „Botschafter des Islams“ sein sollten, befürwortete aber eine sanfte, indirekte Daʿwa-Strategie.  Eine ähnliche Position nahm Ismail al-Faruqi ein, der 1985 bei der Jahreskonferenz der UK Islamic Mission eine Rede hielt, in der er sich speziell mit den Strategien zur Verbreitung des Islams im Westen befasste. Er sah die Familie als das wirksamste Instrument für die Daʿwa im Westen an und forderte die Muslime auf, jede Woche einen Nicht-Muslim nach Hause einzuladen, um ihn so mit den islamischen Werten bekannt zu machen. Die Rede wurde 1986 von der UK Islamic Mission veröffentlicht.
Khurram Murad, der 1978 Leiter der Islamic Foundation in Leicester wurde, veröffentlichte 1986 ein Buch speziell über Daʿwa unter Nicht-Muslimen im Westen. Darin beschrieb er, dass das wichtigste Ziel bei der Daʿwa nicht die Gewinnung eines Streits, sondern die Gewinnung und Aktivierung eines Herzens sei.